# Stadion Daejon World Cup
Stadion Daejon World Cup (kor. 대전월드컵경기장) – stadion piłkarski położony w Korei Południowej w mieście Daejeon. Przydomek tego obiektu to Purple Arena. Na jego trybuny wejść może nawet 42 tysiące osób. Był areną zmagań piłkarzy podczas Mistrzostw Świata w 2002 roku. Na co dzień domowe mecze rozgrywa tu klub z K-League Daejeon Hana Citizen.

## Mecze na Mundialu w 2002 roku
Mecze fazy grupowej:
- 8 czerwca:  RPA 2 : 3 Hiszpania
- 14 czerwca:  Polska 3 : 1 USA

Mecz 1/8 finału:
- 18 czerwca:  Korea Płd. 2 : 1 Włochy  (po dogrywce)